# Argyroderma framesii
Argyroderma framesii är en isörtsväxtart. Argyroderma framesii ingår i släktet Argyroderma och familjen isörtsväxter.

## Underarter
Arten delas in i följande underarter:
- A. f. framesii
- A. f. hallii